# Astypalaia
Astypalaia (druhý pád Astypalaias) (řecky Αστυπάλαια) je řecký ostrov v souostroví Dodekany, který leží na východě Egejského moře 44 km jihozápadně od ostrova Kós, 41 km jihovýchodně od Amorgu a 45 km severovýchodně od Anafi. Leží tak na rozhraní Kyklad a Dodekan. Spolu s blízkými ostrůvky tvoří stejnojmennou obec. Ostrov Astypalaia má rozlohu 96,42 km² a obec 114,077 km². Obec je součástí regionální jednotky Kalymnos v kraji Jižní Egeis.

## Obyvatelstvo
V roce 2011 žilo v obci 1334 obyvatel, všichni na hlavním ostrově. Hlavním sídlem ostrova je město Astypalaia. Celý ostrov tvoří jednu obec, která se nečlení na obecní jednotky a komunity a skládá se přímo z jednotlivých sídel, tj. měst a vesnic. V závorkách je uveden počet obyvatel jednotlivých sídel.
- obec, obecní jednotka a komunita Astypalaia (1334)
  - sídla na hlavním ostrově — Analipsi (159), Astypalaia (1055), Vathi (10), Livadia (110).
  - okolní ostrovy — Agia Kiriaki (0), Adelfoi (0), Aigo (0), Fokionisia (0), Glino (0), Chondro (0), Chondronisi (0), Katsagrelli (0), Kounoupoi (0), Koutsomiti (0), Mesonisi (0), Ofidoussa (0), Plakida (0), Pontikousa (0), Stefania (0), Sirna (0), Tigani (0), Zaforas (0).

## Geografie
Vlastní ostrov je protáhlý z jihozápadu na severovýchod. Uprostřed je zúžený a jedná se tak vlastně o dva poloostrovy, které jsou spojené úzkou šíjí. Ostrov má velmi nepravidelné pobřeží s mnoha chráněnými zátokami. Ostrov je kopcovitý. Jeho nejvyšší bod Vardia má nadmořskou výšku 482 m a nachází se v západní části ostrova. Nejvyšší bod východní části je o 100 m nižší.

## Ekologická mobilita
Dne 4. října 2020 podepsal koncern Volkswagen s řeckou vládou memorandum, na základě které se má ostrov Astypalaia stát příkladem ekologické mobility. Během sedmi let mají být čtyři naftové generátory, které na ostrově slouží k výrobě elektrické energie, nahrazeny větrnými a solárními zdroji. Volkswagen má na ostrově vybudovat síť 230 dobíjecích stanic a zhruba 1500 místních aut se spalovacími motory má být nahrazeno dodávkou elektromobilů a sdílením automobilů a také skútrů na elektrický pohon.